# Murray Hill (Manhattan)
Murray Hill is een wijk in Midtown Manhattan in New York. Rond 1987 waren veel ondernemers en nieuwe inwoners van de wijk die zeiden dat de grenzen van de wijk werden gevormd door East 34th Street, East 42th Street, Madison Avenue en de East River. In 1999 stelde Frank P. Vardy, de demograaf van de City Planning Commission dat de grenzen van Murray Hill traditioneel worden gevormd door East 34th Street, East 40th Street, Madison Avenue, en Third Avenue. De wijk valt onder Manhattan Community Board 6.
Het gebied rond Lexington Avenue ten zuiden van Murray Hill wordt soms wel "Curry Hill" genoemd, vanwege de vele Indiase restaurants en kruidenierszaken.

## Geschiedenis

#### Achttiende eeuw
Murray Hill heeft zijn naam te danken aan de familie Murray, een 18e-eeuws geslacht van Quaker-handelaars die zich bezighielden met scheepvaart en overzeese handel. Stamvader Robert Murray (1721-1786) was geboren in Pennsylvania en kwam, na een kort verblijf in North Carolina, in 1753 naar New York. Al snel was hij een bekend koopman en bezat uiteindelijk het meeste scheepstonnage van alle New Yorkers. Rond 1762 huurde Murray een stuk land van de stad voor een landhuis en een boerderij. Zijn huis kreeg de naam Inclenberg (of Belmont) maar werd in de volksmond Murray Hill genoemd, omdat het op een morene uit de ijstijd gebouwd was, die later afgegraven is. Het landgoed had oppervlakte van ruim 11 hectare en was als gevolg van de steenachtige ondergrond niet geschikt voor de landbouw. De ligging van het landhuis met drie veranda's op een heuvel gaf echter goed het maatschappelijk zelfbewustzijn van de bewoners aan. Vandaag de dag zijn hier Park Avenue en 36th Street.
Het bekendste lid van de familie Murray was Lindley Murray (1745-1826), de oudste zoon van Robert Murray. Lindley was een succesvolle New Yorkse advocaat, die na de Amerikaanse Revolutie gedwongen werd in ballingschap te gaan aangezien hij als loyalist de Engelsen had gesteund. Lindley ging naar Engeland en schreef daar 11 schoolboeken, die vooral in de nieuwe Verenigde Staten een groot succes werden, omdat ze als gevolg van het ontbreken van internationale wetgeving over auteursrechten konden worden gedrukt zonder dat er aan de schrijver een royalty's moesten worden betaald. Van de verschillende boeken werden ongeveer 16 miljoen exemplaren verkocht.

### Negentiende eeuw
Aan het begin van de negentiende eeuw lag deze buurt ten noorden van de stad. De grens van New York lag toen bij een waterreservoir op de plek waar nu de New York Public Libary en Bryant Park zijn. Ten noorden hiervan waren voornamelijk akkers. In de strenge winter van 1808 werd de heuvel afgegraven om werkeloze havenarbeiders aan inkomen te helpen. In 1833 werd een spoortunnel onder de rest van de heuvel gegraven, die tegenwoordig voor het autoverkeer wordt gebruikt. Hierna werd de wijk volgebouwd met bakstenen rijhuizen voor de rijken en de hogere middenklasse. De elitaire Brick Presbyterian Church verkocht haar gebouw tegenover het City Hall Park en bouwde een nieuwe kerk in Murray Hill, waar de meeste gemeenteleden inmiddels woonden. Het gebouw verrees op de hoek van Fifth Avenue en 37th Street. Tegen het laatste kwart van de negentiende eeuw raakte de wijk weer uit de mode.

### Twintigste eeuw

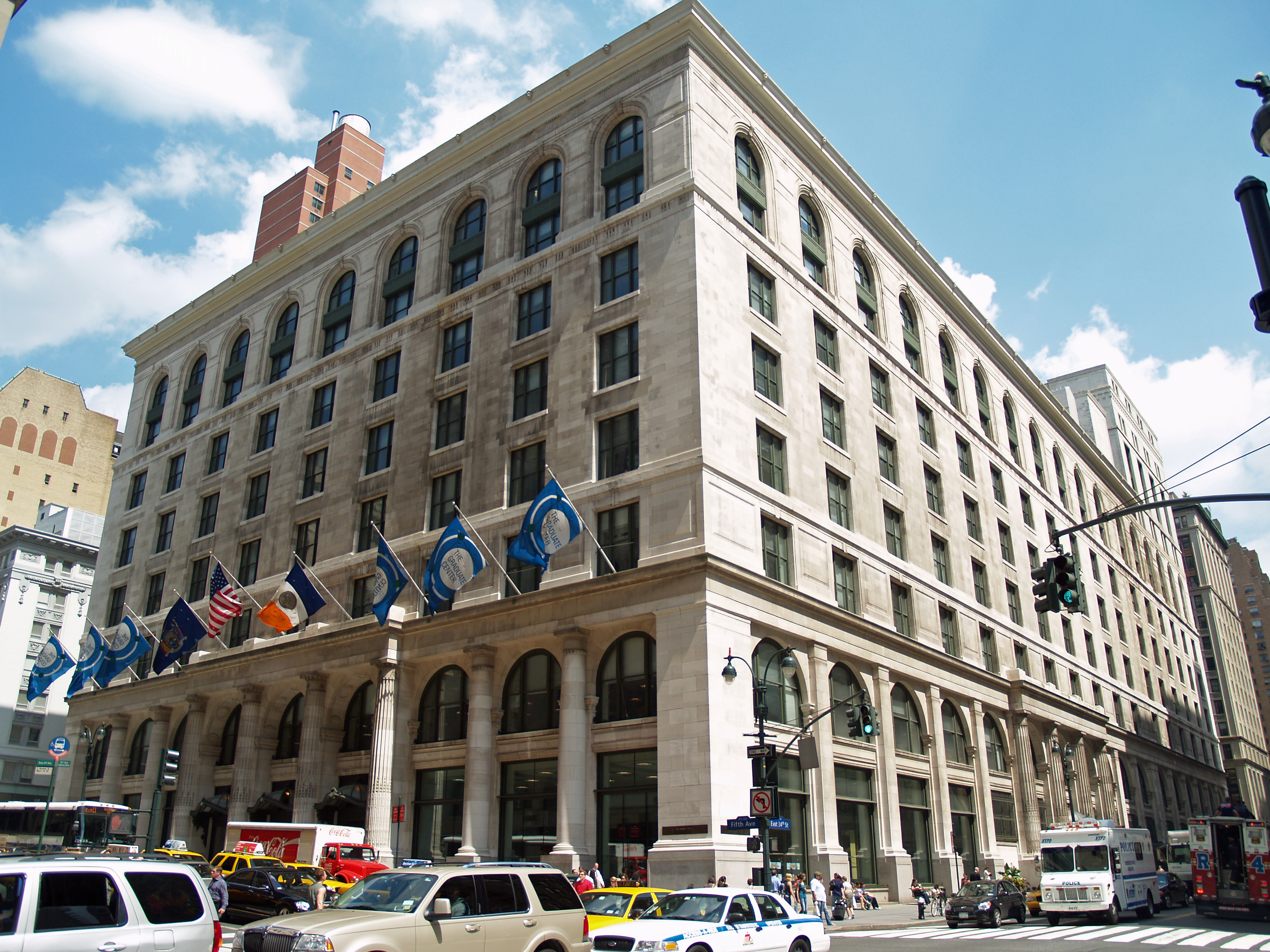
B. Altman Building

Eind jaren dertig vestigden de vliegtuigbouwer Anthony Fokker en de schilder Piet Mondriaan zich in Murray Hill. Voor een groot deel van de twintigste eeuw was de wijk een rustige en vrij formele buurt met veel welgestelde oudere bewoners. Vanaf de late jaren 1990 gingen echter veel jonge beoefenaars van vrije beroepen in het gebied wonen. De gevolgen hiervan zijn vooral in het weekend duidelijk in het levendige restaurant- en barleven langs Third Avenue, net ten oosten van de traditionele grenzen van Murray Hill.
In de buurt is ook de promovendi-opleiding van de City University of New York. Zij is gevestigd in het B. Altman Building, een voormalig warenhuis, dat zij deelt met de afdeling voor wetenschap, industrie en handel van de New York Public Library en Oxford University Press. De buurt is ook de thuisbasis van Stern College for Women van de Yeshiva University, Kunstverzameling John Pierpont Morgan, Scandinavia House - The Nordic Center in America, het Mexicaanse Cultureel Instituut in New York en van de Union League Club van New York, een herengezelschap met een rijk verleden. Op 29 januari 2008 werd de tentoonstellingsruimte van het Whitney Museum of American Art in het voormalige hoofdkantoor van Philip Morris tegenover de Grand Central Terminal gesloten nadat zij 25 jaar in gebruik was geweest.
Alphabet City · Battery Park City (Financial District) · Bowery · Carnegie Hill · Chelsea · Chinatown (Financial District) · Civic Center · Greenwich Village · Hamilton Heights · Harlem · Hell's Kitchen · Hudson Yards · Inwood · Kips Bay · Koreatown · Lenox Hill · Lower East Side · Little Italy (Financial District) · Manhattanville · Marble Hill · Meatpacking District · Morningside Heights · Murray Hill · NoHo · Riverside South · Rose Hill · SoHo · South Street Seaport (Financial District) · TriBeCa / Lower West Side · Two Bridges · Upper West Side · Upper East Side · Yorkville · Washington Heights · World Trade Center (Financial District)